# Urbà Lozano i Rovira
Urbà Lozano i Rovira (Alginet, 19 de juliol de 1967) és un escriptor valencià. En 2017 treballava com a professor de valencià a l'IES Buñol.

## Obra

### Novel·la
- La màquina ronca. Editorial Brosquil (2006). Col·lecció Lletra llarga, núm. 41. Premi Vila de Puçol de narrativa el 2005. ISBN 84-9795-237-5
- Femení singular. Bromera (2007) Premi Vila de Teulada de 2006. ISBN 978-84-9824-178-5
- Plagis. Premis Literaris Ciutat de València, premi de Narrativa en Valencià Constantí Llombart (2007).[4][5] ISBN 84-9824-350-5
- Subsòl, d'Unai Siset. (Obra col·lectiva de 7 autors en la qual també participà Urbà Lozano)ISBN 978-84-9824-797-8[6]
- La trampa del desig. Premi de Novel·la Ciutat d'Alzira (2011) ISBN 978-84-1539-048-0[7][n. 1][8][9]
- Vindrà la mort i tindrà els teus ulls (2017). Premi Enric Valor de Novel·la en Valencià
- D'un silenci antic i molt llarg. Premi de Novel·la Antoni Bru d'Elx (2022)[10]

### Articles
- L'escola durant la Segona República i la Guerra Civil.[11]